# Chiesa della Pietatella a Carbonara
La chiesa della Pietatella a Carbonara è un edificio sacro di Napoli, ubicato in via Carbonara e contiguo alla chiesa di San Giovanni a Carbonara.
Il luogo di culto e l'annesso ospedale furono fondati nel 1383, ma la chiesa subì importanti restauri nel 1864 e nel 1932.
La facciata è caratterizzata da un portale sormontato da una finestra a lunetta semicircolare; più in alto si apre il frontone, al cui centro è incastonato un piccolo campanile a vela.
L'interno, ad aula rettangolare coperta a botte con cupola, presenta decorazioni neoclassiche ed un'opera di rilevanza artistica: un polittico del XVI secolo che ospita una Pietà del Trecento di ignoto napoletano.
La chiesa è aperta esclusivamente in occasione di funerali.